# 松葉屋なつみ
松葉屋 なつみ（まつばや なつみ、8月29日 - ）は、日本の小説家、ファンタジー作家。静岡県出身。

## 経歴・人物
筑波大学卒業。2014年、投稿作「歌う峰のアリエス」で第10回C★NOVELS大賞にて大賞を受賞し、同作を中央公論新社から刊行し作家デビューした。デビュー作の「あとがき」で次回作は「現代日本を舞台にしたファンタジー」小説であると予告されていたが、その作品は刊行されず数年間沈黙。2018年1月、投稿作「フフキオオカゼ失踪事件」が第3回創元ファンタジイ新人賞最終候補作となる。2019年1月、投稿作「沙石の河原に鬼の舞う」が第4回創元ファンタジイ新人賞を受賞し、同作が『星砕きの娘』に改題し刊行された。

## 作品リスト

### 単行本
- 歌う峰のアリエス（中央公論新社C★NOVELS Fantasia、2014年7月25日）ISBN 9784125013060
- 星砕きの娘（東京創元社、2019年8月29日）ISBN 9784488027988
  - 星砕きの娘（東京創元社 創元推理文庫、2021年7月12日）- 文庫版解説：乾石智子 ISBN 9784488535070
- 星巡りの瞳（東京創元社 創元推理文庫、2021年10月12日）- 解説：東雅夫 ISBN 9784488535087

### 単行本未収録
エッセイなど
- 「<松葉屋なつみインタビュー>秘密を抱えた少女が"鬼"に立ち向かう、冒険活劇」 - 『別冊文藝春秋』2019年11月号